# Matrice de filtre de culoare

Mozaicul filtrelor de culoare Bayer. Fiecare submozaic doi-pe-doi conţine două filtre de verde, unul de albastru şi unul de roşu, fiecare acoperind un senzor de pixel.

În domeniul fotografiei, o matrice de filtre de culoare (MFC), sau mozaic de filtre de culoare, este un mozaic de mici filtre de culoare plasate peste senzorii pixel ai unui senzor de imagine pentru a capta informație despre culoare.
Filtrele de culoare sunt necesare deoarece senzorii foto tipici detectează intensitatea luminii cu specificitate a lungimii de undă scăzută sau inexistentă, și prin urmare nu pot separa informația culorii. Din moment ce senzorii sunt făcuți din semiconductoare se supun fizicii stării solide.
Filtrele de culoare filtrează lumina în funcție de lungimea de undă, astfel încât intensitățile filtrate separate includ informații despre culoarea luminii. De exemplu, filtrul Bayer (afișat în dreapta) oferă informații despre intensitatea luminii în regiunile de lungimi de undă roșii, verzi și albastre (RVA). Datele brute ale imaginii captate de senzor sunt apoi convertite într-o imagine complet color (cu intensități ale tuturor celor trei culori primare reprezentate la fiecare pixel) de către un algoritm de demozaicare ce este croit pentru fiecare tip de filtru de culoare. Transmitanța spectrală a elementelor MFC alături de algoritmul de demozaicare determină împreună redarea culorilor. Randamentul cuantic al benzii de trecere a senzorului și anvergura sensibilității spectrale a MFC-ului sunt în mod tipic mai largi decât spectrul vizibil, așadar se pot distinge toate culorile vizibile. Sensibilitatea filtrelor nu corespunde în general cu funcțiile de potrivire a culorii CIE, deci se cere o traducere a culorii pentru a converti componentele tricromatice  într-un spațiu de culoare absolut comun.
Senzorul Foveon X3 folosește o structură diferită astfel încât un pixel utilizează proprietăți ale multijoncțiunilor pentru a îngrămădi senzori de albastru, verde și roșu unul peste altul. Acest aranjament nu necesită un algoritm de demozaicare deoarece fiecare pixel are informație despre fiecare culoare. Dick Merrill al Foveon distinge abordările ca „filtru de culoare vertical” pentru Foveon X3 contra „filtru de culoare lateral” pentru MFC.

## Listă a matricelor de filtre de culoare
| Imagine      | Nume         | Descriere                                                                                                   | Mărimea șablonului (pixeli) |
| ------------ | ------------ | --- | --------------------------- |
| Şablon Bayer | Filtru Bayer | Filtru RVA foarte comun. Cu un albastru, un roșu și doi de verde.                                           | 2×2                         |
| Şablon RVAS  | Filtru RVAS  | Asemănător cu Bayer cu unul dintre filtrele de verde modificat în „smarald”; folosit în câteva camere Sony. | 2×2                         |
| Şablon CGGM  | Filtru CGGM  | Un cyan, doi de galben, și un magenta; folosit în câteva camere ale Kodak.                                  | 2×2                         |
| Şablon CGVM  | Filtru CGVM  | Un cyan, un galben, un verde, și un magenta; folosit în câteva camere.                                      | 2×2                         |
| Şablon RVAa  | RVAa Bayer   | RVAa tradițional (roșu, verde, albastru, alb) similar cu șabloanele Bayer și RVAS.                          | 2×2                         |
| Şablon RVAa  | RVAa #1      | Trei exemple de filtre RVAa de la Kodak, cu 50% alb (vezi Filtru Bayer#Alternative)                         | 4×4                         |
| Şablon RVAa  | RVAa #2      | Trei exemple de filtre RVAa de la Kodak, cu 50% alb (vezi Filtru Bayer#Alternative)                         | 4×4                         |
| Şablon RVAa  | RVAa #3      | Trei exemple de filtre RVAa de la Kodak, cu 50% alb (vezi Filtru Bayer#Alternative)                         | 2×4                         |

## MFC Bayer
MFC Bayer este numită după inventatorul său, Dr. Bryce E. Bayer de la Eastman Kodak. Este realizată prin aplicația filtrelor de culoare peste fotodiodele folosite în senzori, camere, camere video și schenăre, pentru crearea imaginii color.

## Senzor RVAa
O matrice RVAa, abreviere pentru Roșu, Verde, Albastru, alb (en. RGBW de la Red, Green, Blue, White), este o MFC care include elemente „albe” sau transparente ale filtrului care permit fotodiodei să fie sensibilă la toate culorile luminii; ceea ce înseamnă că, unele celule sunt „pancromatice”, și este detectată mai multă lumină, mai degrabă decât absorbită, în comparație cu matricea Bayer.  Kodak a anunțat mai multe șabloane MFC RVAa în 2007, dintre care toate au proprietatea ca atunci când celulele pancromatice sunt ignorate, celulele fitrate de culoare rămase sunt aranjate în așa fel încât datele lor pot fi procesate cu un algoritm de demozaicare Bayer standard.

## Senzor CGVM
O matrice CGVM, abreviere de la Cyan, Galben, Verde, Magenta (en. CYGM - Cyan, Yellow, Green, Magenta) este o MFC care folosește în mare parte culori secundare, din nou pentru a permite ca mai multă lumină incidentă să fie detectată mai degrabă decât absorbită. Alte variante includ matrice CMG (Cyan, Magenta, Galben) (en. CMY - Cyan, Magenta, Yellow) și CMGa (Cyan, Magenta, Galben, alb) (en. CMYW - Cyan, Magenta, Yellow, White).

## Fabricarea MFC
Fotorezistul novolac-diazonaftochinonă (DNQ) este un material folosit ca solvent pentru realizarea filtrelor de culoare din coloranți. Există o anumită interferență între coloranți și lumina ultraviolet necesară pentru expunerea în mod corespunzător a polimerului, s-au găsit totuși soluții pentru această problemă.  Fotoreziști de culoare folosiți uneori îi includ pe cei cu poreclele chimice CMCR101R, CMCR101G, CMCR101B, CMCR106R, CMCR106G și CMCR106B.
Câteva surse discută despre alte substanțe chimice specifice, care prezintă proprietăți optice, și procese de fabricare optimă ale matricelor de filtre de culoare. De exemplu, Nakamura a spus că materialele pentru matricele de filtre de culoare pe-cip se împart în două categorii: pigment și colorant. MFC-urile bazate pe pigmenți au devenit opțiunea dominantă deoarece oferă o rezistență mai ridicată la cădură și lumină în comparație cu MFC-urile bazate pe coloranți. În ambele cazuri, grosimi ajungând până la 1 micrometru sunt ușor accesibile.
Theuwissen spune „Anterior, filtrul de culoare era fabricat pe o plăcuță de sticlă separată și lipit pe DCS (Ishikawa 1981), dar în prezent, toate camerele color cu un singur cip sunt dotate cu un generator de imagini care are un fitru de culoare procesat pe-cip (Dillon, 1978) și nu ca un hibrid.” Acesta furnizează o bibliografie concentrată pe numărul, tipurile, efectele de crenelare, șabloanele moarurilor și frecvențele spațiale ale filtrelor absorbante.
Unele surse indică faptul că MFC-ul poate fi fabricat separat și fixat după ce senzorul a fost fabricat, în timp ce alți senzori au matricea de filtre de culoare fabricată direct pe suprafața generatorului de imagine. Theuwissen nu face nicio mențiune în legătură cu materialele folosite în fabricarea MFC.
Cel puțin un exemplu timpuriu de proiectare pe-cip utiliza filtre de gelatină (Aoki et al., 1982). Gelatina este secționalizată (împărțită în regiuni), prin intermediul fotolitografiei, și ulterior vopsită. Aoki dezvăluie că a fost folosit un aranjament CGAV (en. CYWG), cyan, galben, alb, verde, cu filtrul V (verde) fiind o suprapunere a filtrelor G (galben) și C (cyan).
Materialele filtrelor sunt specifice fabricanților. Adams și colab. afirmă „Mai mulți factori influențează proiecția MFC. Mai întâi, filtrele MFC individuale sunt de odicei straturi de coloranți organici transmisivi (absorbanți) sau din pigmenți. Asigurarea că coloranții au proprietățile mecanice corecte—cum ar fi ușurința de aplicare, durabilitatea și rezistența la umezeală și alte intemperii—este o sarcină provocatoare. Aceasta creează dificultate, în cel mai bun caz, în reglarea fină a sensibilității spectrale.". 
Dat fiind faptul că MFC-urile sunt depozitate pe suprafața senzorului de imagine la CPAL (capătul posterior al liniei, stagiile mai târzii de pe parcursul liniei de fabricație a circuitelor integrate), unde un regim al temperaturii scăzute trebuie observat cu strictețe (din cauza temperaturii joase de topire ale „firelor” metalizate cu aluminiu și mobilității de substrat a dopanților implantați înăuntrul siliconului vrac), organicele vor fi de preferat în locul sticlei. Pe de altă parte, unele procese DCV (depozitare chimică de vapori) a oxidului de siliciu sunt procese realizate la temperaturi scăzute.
Ocean Optics a indicat că procesul MFC cu filtru dicroic patentat de ei (pelicule subțiri alternante de sulfură de zinc și criolit) pot fi aplicate DCS-urilor spectroscopice. Gersteltec vinde fotoreziști care dețin proprietăți ale filtrelor de culoare.

### Câteva molecule de pigment și colorant folosite în MFC
În U.S.P.# 4,808,501, Carl Chiulli citează utilizarea a cinci chimicale, dintre care trei sunt C.I. #12715, cunoscut și ca Solvent Roșu 8; Solvent Galben 88; și C.I. # 61551, Solvent Albastru 36. În U.S.P. # 5,096,801 Koya și colab., de la compania Fuji Photo Film, listează în jur de 150-200 de structuri chimice, în mare parte coloranți azoici și pirazolon-diazenil, dar nu reușesc să furnizeze denumiri chimice, numere ale registrului CAS, sau numere ale indexului de culori.  

### Implementarea eficientă optic a MFC
Nakamura furnizează un articol schematic și bibliografic ilustrând importanța microlentilelor, numărul f al acestora și interacțiunea cu MFC și matricea DSC. Mai departe, este oferită o scurtă discuție despre peliculele anti-reflecție, deși activitatea lui Janesick pare a fi mai preocupată de interacțiunea foton – siliciu. Activitatea timpurie asupra microlentilelor 
și camerelor trei-DCS/prismă pun presiuni asupra importanței unei soluții de proiecție pe deplin integrate pentru MFC-uri. Sistemul aparatului de fotografiat, ca un întreg, beneficiază de considerație atentă din partea tehnologiilor MFC și interacțiunea lor cu alte proprietăți ale senzorilor.